# Ribes costaricense
Ribes costaricense là một loài thực vật có hoa trong họ Grossulariaceae. Loài này được Weigend mô tả khoa học đầu tiên năm 2001.